# 박연왕지
박연왕지(朴然(堧) 王旨)는 충청북도 영동군 심천면에 있다. 2019년 7월 5일 충청북도의 유형문화재 제380호로 지정되었다.

## 지정 사유
박연(朴堧, 1378～1458, 초명 然)은 우리나라 3대 악성의 한 명으로 영동을 대표하는 역사 인물이다. 영동에는 묘소와 사당이 있으며, 효자비를 비롯한 관련 유적과 전설이 남아 있다.
왕지(王旨)는 급제한 이에게 내리는 관직임명문서로 1411년 과거에 합격한 박연에게 준 것이다. 조선 전기의 과거제와 관련한 고문서로 임명문서의 변천 과정과 박연이 이름을 바꾸기 이전의 개인 일대기를 이해할 수 있는 매우 귀중한 자료이다.

## 참고 문헌
- 박연왕지 - 국가유산청 국가유산포털